# Quartinia hetaira
Quartinia hetaira är en stekelart som först beskrevs av Richards 1962.  Quartinia hetaira ingår i släktet Quartinia och familjen Masaridae. Inga underarter finns listade i Catalogue of Life.